# Port lotniczy Majmana
Port lotniczy Majmana (IATA: MMZ, ICAO: OAMN) – port lotniczy położony w mieście Majmana, w Afganistanie.